# Minnesota United Football Club
El Minnesota United Football Club es un club de fútbol de los Estados Unidos que juega en la Conferencia Oeste de la Major League Soccer. Empezó a jugar en 2017 como el club número 22 de la liga estadounidense y reemplazó a la franquicia del mismo nombre de la North American Soccer League (NASL).
El equipo adoptó la canción Wonderwall como himno.

## Historia

### 2010-2016
Fue fundado el 5 de febrero del año 2010 en la ciudad de Minneapolis-Saint Paul con el nombre NSC Minnesota Stars
En la temporada 2011 de la NASL, el equipo ganó el campeonato tras ganar 3-1 en el partido de ida y empatar 0-0 contra Fort Lauderdale Strikers.
El 9 de enero de 2012, el club anunció un nuevo logotipo, así como un nuevo nombre. La porción NSC del nombre, que había llevado a la confusión, se dejó caer con el nuevo nombre es el de Minnesota Stars FC. El nuevo logotipo se reveló con la palabra 'NSC' retirada y el lema del estado (L'Étoile du Nord) se le añadió.
El 9 de noviembre de 2012, la liga anunció oficialmente que el equipo fue comprado por Bill McGuire. El 5 de marzo de 2013, que fue seguido por el cambio de nombre del equipo, con el nombre actual de Minnesota United FC.

### Major League Soccer (MLS)
El 25 de marzo de 2015, la MLS anunció al Minnesota United F. C. como su nueva franquicia de expansión, misma que empezó a competir en la temporada 2017.

## Jugadores

### Más apariciones en club
- Actualizado al 29 de septiembre de 2024.

| # | Jugador        | Años      | Liga | Playoffs | Copas Nacionales | Copas Internacionales | Total |
| - | -------------- | --------- | ---- | -------- | ---------------- | --------------------- | ----- |
| 1 | Michael Boxall | 2017–     | 214  | 6        | 11               | 4                     | 235   |
| 2 | Hassani Dotson | 2019–     | 141  | 4        | 8                | 5                     | 158   |
| 3 | Robin Lod      | 2019–     | 125  | 6        | 4                | 1                     | 136   |
| 4 | Wil Trapp      | 2021–     | 113  | 2        | 3                | 5                     | 123   |
| 4 | Brent Kallman  | 2020–2024 | 113  | 1        | 8                | 1                     | 123   |

### Máximos goleadores
- Actualizado al 29 de septiembre de 2024.

| # | Jugador              | Años      | Liga | Playoffs | Copas Nacionales | Copas Internacionales | Total |
| - | -------------------- | --------- | ---- | -------- | ---------------- | --------------------- | ----- |
| 1 | Robin Lod            | 2019–     | 30   | 1        | 1                | 1                     | 33    |
| 2 | Bongokuhle Hlongwane | 2022–     | 21   | 0        | 2                | 7                     | 30    |
| 3 | Darwin Quintero      | 2018–2019 | 21   | 0        | 6                | 0                     | 27    |
| 3 | Emanuel Reynoso      | 2020–2024 | 22   | 2        | 1                | 2                     | 27    |
| 5 | Kevin Molino         | 2017–2021 | 21   | 4        | 0                | 0                     | 25    |

## Entrenadores

### Cronología de los entrenadores
- Adrian Heath (2016-2023)
- Sean McAuley (interino) (2023)
- Cameron Knowles (interino) (2024)
- Eric Ramsay (2024-presente)

## Palmarés

### Torneos nacionales
- Subcampeón de la Lamar Hunt U.S. Open Cup (1): 2019.